# Sphaerodactylus graptolaemus
Espèce
Statut de conservation UICN

 LC  : Préoccupation mineure
Sphaerodactylus graptolaemus est une espèce de geckos de la famille des Sphaerodactylidae.

## Répartition
Cette espèce se rencontre :
- dans le sud-ouest du Costa Rica ;
- dans l'ouest du Panama.

## Publication originale
- Harris & Kluge, 1984 : The Sphaerodactylus (Sauria: Gekkonidae) of Middle America. Occasional Papers Of The Museum Of Zoology University Of Michigan, n. 706, p. 1-59 (texte intégral).